# Dołgie (jezioro)
Dołgie – jezioro w woj. zachodniopomorskim, w powiecie wałeckim, w gminie Człopa.

## Dane morfometryczne
Powierzchnia zwierciadła wody według różnych źródeł wynosi od 35,0 ha do 36,3 ha.
Zwierciadło wody położone jest na wysokości 63,1 m n.p.m. lub 63,2 m n.p.m. Średnia głębokość jeziora wynosi 9,4 m, natomiast głębokość maksymalna 19,8 m.
Na podstawie badań przeprowadzonych w 1991 roku wody jeziora zaliczono do wód pozaklasowych.

## Hydronimia
Państwowy rejestr nazw geograficznych jako nazwę główną jeziora podaje Dołgie. PRNG podaje dodatkowo nazwy oboczne jeziora jako Długie Jezioro, Dłusko, Jezioro Dłuskowe, Jezioro Sowie oraz Słowie. Według urzędowego spisu opracowanego przez Komisję Nazw Miejscowości i Obiektów Fizjograficznych (KNMiOF) nazwa tego jeziora to Długie Jezioro. W pozostałych publikacjach i na mapach topograficznych jezioro to występuje pod nazwami: Dłuskowe  lub Słowie.